# Zelda Rubinstein
Zelda Rubinstein (ur. 28 maja 1933 w Pittsburghu w stanie Pensylwania, zm. 27 stycznia 2010 w Los Angeles) – amerykańska aktorka, działaczka praw człowieka.
Rubinstein urodziła się w Pittsburghu w rodzinie polskich emigrantów, uczęszczała do University of California oraz University of Pittsburgh. Była aktorką bardzo małą, miała ledwie 130 cm wzrostu, ze względu na niedobór przedniej przysadki mózgowej, która produkuje hormon wzrostu. Znana była głównie z filmu Duch.
Rubinstein była także aktywna w walce z AIDS. Pojawiła się w wielu reklamach skierowanych do mężczyzn na promocję bezpiecznego seksu.
W dniu 29 grudnia 2009 r. stwierdzono przy konsultacji z jej rodziną o sztucznym podtrzymywaniu jej przy życiu, ze względu na niewydolność obu nerek i płuc. W dniu 27 stycznia 2010 r. Rubinstein zmarła w szpitalu w Los Angeles.